# Tippete, Tappete, Toppete
Tippete, Tappete, Toppete (Yippee, Yappee and Yahooey) è una serie televisiva animata statunitense del 1964, creata e prodotta dalla Hanna-Barbera e incentrata su tre personaggi immaginari, tre cani moschettieri del re.

## Trama
Tippete, Tappete e Toppete sono cani che servono il re come sue guardie reali. Di solito sono chiamati "le guardie sciocche" dal re. Devono sempre proteggere, servire e obbedire al Re. Sono liberamente ispirati ai Tre Moschettieri.  Al re non piace rivolgersi a loro, perché a causa della loro incompetenza il re finisce per essere accidentalmente ferito, schiacciato e coinvolto in vari disastri in ogni episodio. A volte, i tre eroi si ritrovano a combattere un drago sputafuoco e altri cattivi.

## Episodi
| nº | Titolo originale       | Titolo italiano                            | Prima TV USA      | Prima TV Italia   |
| -- | ---------------------- | ------------------------------------------ | ----------------- | ----------------- |
| 1  | The Volunteers         | I volontari                                | 16 settembre 1964 | 12 aprile 1970    |
| 2  | Black Bart             | Bartolomeo nero il bandito/Il bandito nero | 23 settembre 1964 | 17 maggio 1970    |
| 3  | Double Dragon          | Il dragone                                 | 30 settembre 1964 |                   |
| 4  | Outlaw In-Law          | La pelle del leone (RARO)                  | 7 ottobre 1964    | 27 settembre 1970 |
| 5  | Horse Shoo Fly         | Il cavallo volante                         | 14 ottobre 1964   |                   |
| 6  | Wild Child             | Addestramento maldestro                    | 21 ottobre 1964   | 19 aprile 1970    |
| 7  | Witch is Which?        | Miss strega/La strega avvenente            | 28 ottobre 1964   | 3 maggio 1970     |
| 8  | Wise Quacking          | Il robot di guardia                        | 4 novembre 1964   |                   |
| 9  | Nautical Nitwits       | Il rampollo del re                         | 11 novembre 1964  |                   |
| 10 | Job Robbed             | Il pirata                                  | 18 novembre 1964  |                   |
| 11 | Unicorn on the Cob     | L'unicorno                                 | 25 novembre 1964  |                   |
| 12 | Mouse Rout             | Il topo ladro                              | 2 dicembre 1964   |                   |
| 13 | Handy Dandy Lion       | Caccia al leone/ Caccia all'anatra         | 9 dicembre 1964   | 23 agosto 1970    |
| 14 | Sappy Birthday         | Buon compleanno Maestà                     | 16 dicembre 1964  |                   |
| 15 | King of the Roadhogs   | Il re della strada                         | 11 settembre 1965 |                   |
| 16 | Palace Pal Panic       | Panico a palazzo                           | 18 settembre 1965 |                   |
| 17 | Sleepy Time King       | Ninnananna per un re                       | 25 settembre 1965 |                   |
| 18 | Pie Pie Blackbird      | Ciao ciao Merlino                          | 2 ottobre 1965    |                   |
| 19 | What the Hex Going On? | Qualcosa deve accadere                     | 9 ottobre 1965    |                   |
| 20 | Eviction Capers        | La foca al bagno/La foca da sfratto        | 16 ottobre 1965   |                   |
| 21 | Hero Sandwiched        | Super Maestà                               | 25 ottobre 1965   |                   |
| 22 | Throne for a Loss      |                                            | 1º novembre 1965  |                   |
| 23 | Royal Rhubarb          | L'ira regale                               | 8 novembre 1965   |                   |